# 남해경찰서
남해경찰서(南海警察署, Namhae Police Station)는 경상남도경찰청이 관할하는 경찰서 중 하나이다. 경상남도 남해군 일대를 관할한다. 경상남도 남해군 남해읍 화전로 89에 위치하고 있으며, 서장은 총경으로 보한다.

## 기본 정보
- 주소: 경상남도 남해군 남해읍 화전로 89
- 우편번호: 668-802

## 관할 파출소 및 지구대
남해경찰서는 6개의 파출소를 산하에 두고 있다.
| 명칭       | 사진 | 주소                    | 관할구역             | 치안센터                  |
| ---------- | ---- | ----------------------- | -------------------- | ------------------------- |
| 중앙파출소 |      | 남해읍 화전로96길 30    | 남해읍, 이동면, 서면 | 이동치안센터 서면치안센터 |
| 삼동파출소 |      | 삼동면 동부대로1876길 8 | 삼동면               |                           |
| 창선파출소 |      | 창선면 창선로 99        | 창선면               | 창선치안센터              |
| 미조파출소 |      | 미조면 미송로 52        | 미조면, 상주면       | 상주치안센터              |
| 남면파출소 |      | 남면 남서대로 774       | 남면                 |                           |
| 고현파출소 |      | 고현면 탑동로 75-4      | 고현면, 설천면       | 설천치안센터 대교치안센터 |